# Louis-Vincent-Léon Pallière
Pour les articles homonymes, voir Pallières.
Ne doit pas être confondu avec Étienne Pallière.
Louis Vincent Léon Pallière né à Bordeaux le 19 juillet 1787 et mort dans la même ville le 29 décembre 1820 est un peintre néo-classique français.

## Biographie

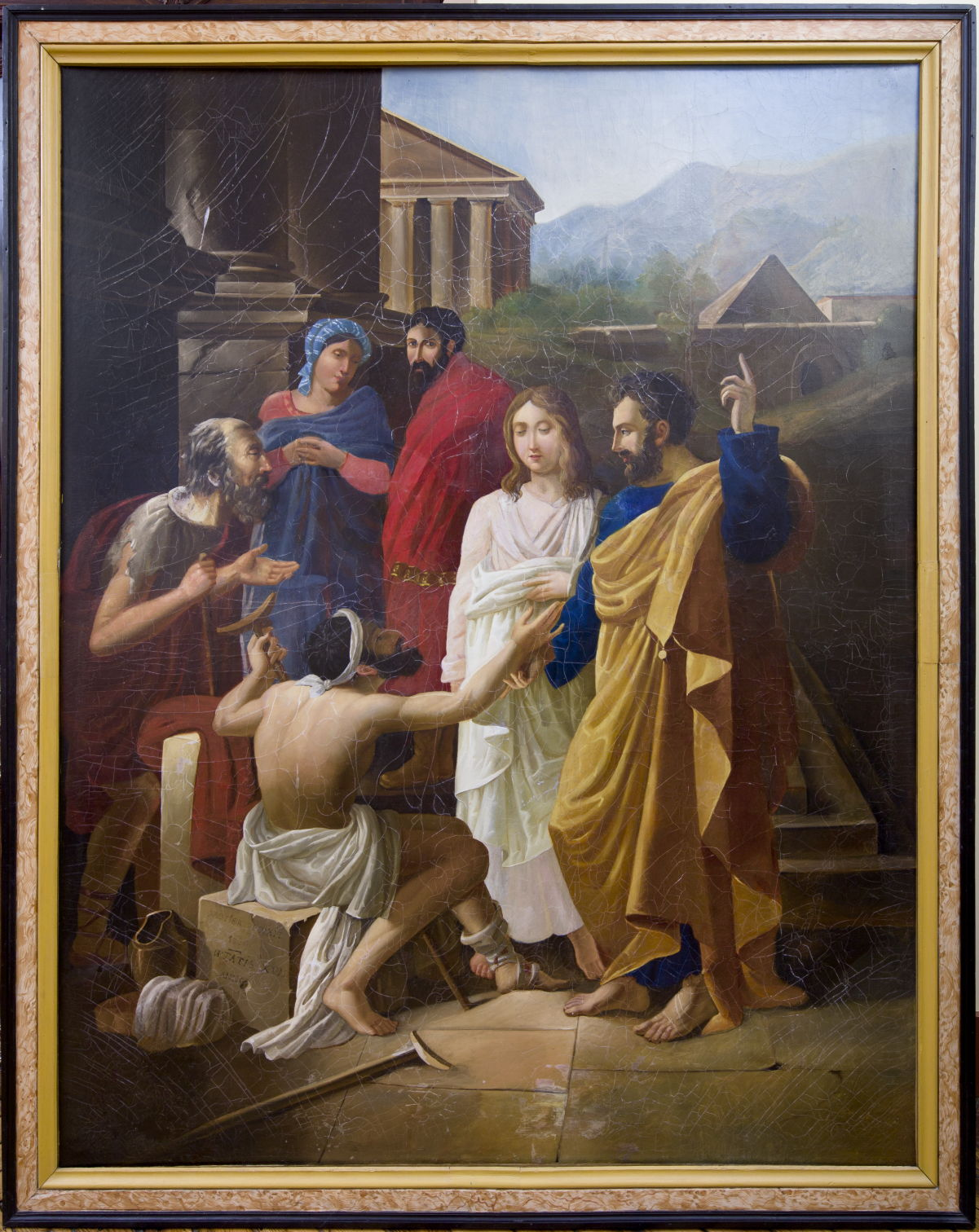
Saint Pierre guérissant un boiteux (1819), église Saint-Thomas d’Aquin, Paris.

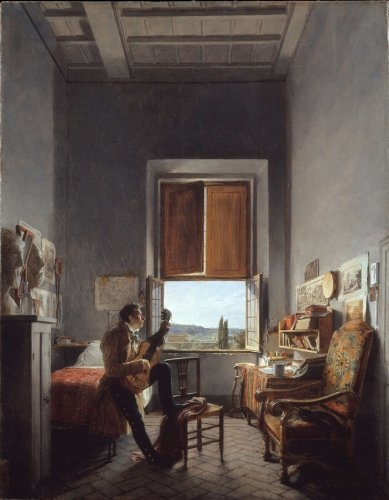
Jean Alaux, Léon Pallière dans sa chambre à la Villa Médicis (1817), New York, Metropolitan Museum of Art.

Louis Vincent Léon Pallière est né le 19 juillet 1787 à Bordeaux.
Élève de François-André Vincent à l'École des beaux-arts de Paris, il tente plusieurs fois le prix de Rome : dès 1805 avec La Mort de Démosthène, puis en 1808, 1809 — où il arrive second —, 1810, 1811, et enfin avec succès en 1812 avec Ulysse et Télémaque massacrant les prétendants. Il effectue son séjour romain à la villa Médicis entre 1813 et 1816, où il peint plusieurs tableaux. Il se lie d'amitié avec le peintre François-Édouard Picot, avec qui il travaille aux décors du couvent de la Trinité-des-Monts, pour lequel il peint une Flagellation toujours en place.
Très remarqué lors du Salon de 1819 — où plusieurs de ses tableaux romains sont présentés —, il y reçoit une médaille de première classe. Il peint également plusieurs grands tableaux religieux qui ornent les églises parisiennes : il offre en 1812 une Mort de sainte Monique et un Christ en Croix à l'église Saint-Eustache. Il présente en 1819 un Saint Pierre guérissant le boiteux destiné à l'église Saint-Séverin (aujourd'hui déposé à l'église Saint-Thomas-d'Aquin), et reçoit en 1820 la commande d'une Délivrance de saint Pierre pour l'église Saint-Pierre de Bordeaux. Laissée inachevée à sa mort, la composition est terminée par son ami Picot et présentée au Salon de 1827.
Le peintre meurt en 1820, des suites d'une affection de poitrine. Il avait épousé l'artiste peintre Françoise Virginie Liégeois, devenue après remariage Fanny Alaux.

## Liste d'œuvres
- La Mort de Démosthène, 1805, localisation inconnue.
- Erasistrate découvrant la cause de la maladie d'Antiochus, 1808, localisation inconnue.
- Demi-figure peinte, 1809, Paris, École nationale supérieure des beaux-arts.
- Priam demande à Achille le corps d'Hector, 1809, localisation inconnue.
- La Colère d'Achille, 1810, localisation inconnue.
- Lycurgue présente aux Lacédémoniens l'héritier du trône, 1811, localisation inconnue.
- Ulysse et Télémaque massacrent les prétendants de Pénélope, 1812, Paris, École nationale supérieure des beaux-arts.
- La Mort de sainte Monique, 1812, Paris, église Saint-Eustache.
- Le Christ en Croix, 1812, Paris, église Saint-Eustache.
- Faustulus recueille les jumeaux Romulus et Rémus, Bordeaux, musée des Beaux-Arts.
- Prométhée dévoré par un vautour, 1814-1815, localisation inconnue.
- Nymphe chasseresse sortant du bain, 1815-1816, Doullens, musée Lombart.
- Berger au repos dit aussi Mercure, 1816, Bordeaux, musée des Beaux-Arts.
- Mercure et Argus, 1816-1817, Bordeaux, musée des Beaux-Arts.
- La Flagellation (esquisse), 1817, New-York, Metropolitan Museum of Art.
- La Flagellation, 1817, Rome, église de la Trinité-des-Monts.
- Prédiction dans les rues de Rome la nuit, localisation inconnue.
- La Guérison d'un possédé (esquisse), Paris, Petit Palais.
- Portrait de Nicolas-Pierre Tiolier devant la Villa Médicis, 1818, localisation inconnue.
- Tête d'homme, 1818, localisation inconnue[2].
- Tobie rendant la vue à son père, 1819, partiellement brûlé en 1870, Bordeaux, musée des Beaux-Arts.
- Tobie rendant la vue à son père (réduction), vers 1819, Pau, musée des Beaux-Arts.
- Saint Pierre guérissant un boiteux, 1819, Paris, église Saint-Thomas-d'Aquin.
- Junon emprunte à Vénus sa ceinture, 1820, localisation inconnue.
- La Délivrance de saint Pierre, 1820-1824, achevé par François-Édouard Picot, Bordeaux, musée des Beaux-Arts.
- Deux amants devant l'hermès de Priape, collection particulière